# Fuga dal futuro - Danger Zone
Fuga dal futuro - Danger Zone (Project X) è un film del 1987 diretto da Jonathan Kaplan, e prodotto da Walter F. Parkes e Lawrence Lasker.
Il film dà un commento politico all'etica della sperimentazione sugli animali.

## Trama
Il pilota della Air Force Jimmy (Matthew Broderick) viene scoperto mentre amoreggia nella cabina di pilotaggio di un aereo.
Per punizione viene quindi assegnato a un progetto militare top secret, in cui alcuni scimpanzé vengono addestrati utilizzando dei simulatori di volo.
Questo lo porterà a riflettere sugli scopi del progetto.

## Produzione

### Cast
Dopo questa esperienza Willie (vero nome dello scimpanzé che nel film interpreta Virgil) è stato portato, assieme ad altri esemplari presenti nel film, nel rifugio Primarily Primates nella contea di Bexar, in Texas.

## Colonna sonora
Oltre alle musiche di James Horner, nel film viene utilizzato il brano Shock the Monkey di Peter Gabriel.